# Еритропоеза
Еритропоеза (на латински: erythropoesis) е медицинският термин за процеса на образуване на червени кръвни телца (еритроцити) в организма.
Във феталната фаза от ембрионалното развитие на хората еритроцитите се образуват в мезодермалните клетки на жълтъчното мехурче. Около третия-четвъртия месец от бременността еритропоезата се измества към далака и черния дроб. На тези места производството на червени кръвни клетки може да продължи и след раждането, и в зряла възраст, в случай на заболяване. Терминът за това е екстрамодуларна еритропоеза.
Иначе при нормални условия еритропоезата при хората се извършва в костния мозък. Около 25-ата година от живота пищялът (тибия) и бедрената кост престават да играят толкова значима роля в хемопоезата, но прешлените, гръдната кост и ребрата продължават да произвеждат червени кръвни телца през целия живот.
Процесът на еритропоеза се регулира от гликопротеиновия хормон еритропоетин, по такъв начин, че в здравия организъм количеството произведени еритроцити е равно на количеството разрушени и броят им е достатъчен, за да поддържа необходимите нива на кислород в тъканите, но не толкова, че да причинява утаявания, тромбози, удар. Еритропоетинът се произвежда в черния дроб и бъбреците в отговор на ниските нива на кислорода. Освен това, еритропоетинът се свързва с циркулиращите червени кръвни телца; ако те са малко на брой, това води до относително високи нива на несвързан еритропоетин, с което се стимулира производството на костен мозък.
Еритропоезата започва с т.нар. плурипотентна стволва клетка. Последната се диференцира в миелоидна стволова клетка от която произлиза еритроцитната колонообразуваща единица (ЕКЕ). На този етап вече е детерминиран пътят на диференциране на клетките, т.е. започнало е формирамнето на т.нар. еритопоетичен ред. Последователните етапи от този ред на рзавитие на клетките са: проеритробласт, еритробласт (базофилен; полихроматофилен; ортохромен), нормобласт, ретикулоцит и зрял еритроцит. В хода на еритропоезата диференцирането на клетките е съпроводено и с намаляване на техните размери. Главна особеност на еритропоезата е редуцирането на ядрото и останалите клетъчи органели. Еритропоезата се характеризира още с усилен синтез (в рибозомите) и натрупване на хемоглобин.
Много вещества и фактори могат да стимулират образуването на еритроцити – белтъци, еритропоетин, аскорбинова киселина (витамин С), витамини В6 и В12. Те се активират от т.нар. противоанемичен фактор (intrinsic factor), който се синтезира в стомашната стена. Като фактор, стимулиращ еритроцитообразуването е и намаленото количество на кислорода (хипоксия).